# Малая Александровка (Киевская область)
Ма́лая Алекса́ндровка (укр. Мала Олександрівка) — село, входит в Бориспольский район Киевской области Украины.
Население по данным 2023 года составляло 662 человека. Почтовый индекс — 08320. Телефонный код — 4595. Занимает площадь 1,234 км². Код КОАТУУ — 3220880903.

## Местный совет
08320, Киевская обл, Бориспольский р-н, с. Великая Александровка, ул. Гагарина, 11